# Blue Tongue Entertainment
Blue Tongue Entertainment war ein australisches Unterhaltungssoftware-Unternehmen, das 1995 gegründet wurde und seine Arbeit auf die Produktion von Videospielen konzentrierte. 2004 wurde das bis dahin selbstständige Unternehmen von THQ übernommen und arbeitete seitdem als Entwickler für THQ.

## Firmengeschichte
Seit seiner Gründung hat sich Blue Tongue zu einem der führenden australischen Videospielhersteller entwickelt. Während im Jahr 1996 das erste Spiel, AFL Finals Fever, nur in Australien vertrieben wurde, konnte der nächste Titel, Riding Star, bereits international veröffentlicht werden. Seitdem produziert Blue Tongue Videospiele für den internationalen Markt, häufig auch Adaptionen weltweit bekannter Filme wie Starship Troopers, Jurassic Park und The Polar Express.
Der letzte Titel, den Blue Tongue entwickelte, war de Blob, der in Deutschland im September 2008 erschien. Das Spiel erhielt von IGN 2 von 14 Wii-Awards als bestes Jump-’n’-Run- beziehungsweise Plattformspiel sowie für das innovativste Design.
Im August 2011 wurde das Studio im Rahmen einer Umstrukturierung von THQ geschlossen.

## Auszeichnungen
- Gewinner des E3 Best Game Award 2002

## Videospiele
- AFL Finals Fever (1996)
- Riding Star (1998)
- Starship Troopers: Terran Ascendancy (2000)
- Jurassic Park: Operation Genesis (2003)
- The Polar Express (2004)
- Nicktoons Unite! (2005)
- Barnyard (2006)
- Nicktoons: Battle for Volcano Island (2006)
- Nicktoons: Attack of the Toybots (2007)
- El Tigre: The Adventures of Manny Rivera (2007)
- de Blob (2008)